# Беркана
| Название                  | Пра- германское | Древне- английское | Древне- скандинавское | Древне- скандинавское |
| ------------------------- | --------------- | ------------------ | --------------------- | --------------------- |
| Название                  | *Berkanan       | Beorc              | Bjarkan               | Bjarkan               |
| Название                  | «берёза»        | «берёза»/«тополь»? | «берёза»              | «берёза»              |
| Форма                     | Старший футарк  | Футорк             | Младший футарк        | Младший футарк        |
| Форма                     |                 |                    |                       |                       |
| Unicode                   | ᛒ U+16D2        | ᛒ U+16D2           | ᛒ U+16D2              | ᛓ U+16D3              |
| Транслитерация            | b               | b                  | b                     | b                     |
| Транскрипция              | b               | b                  | b                     | b                     |
| МФА                       | [β]             | [b]                | [b], [p]              | [b], [p]              |
| Позиция в руническом ряду | 18              | 18                 | 13                    | 13                    |

Бе́ркана, или Берка́на (ᛒ) — восемнадцатая руна старшего и англосаксонского футарков, четырнадцатая руна младшего футарка.
Означает звук [b].

## В разных футарках

### Старшие руны
В старшем футарке называется *berkanan, что на прагерманском языке предположительно значит название вида деревьев «берёза». Кроме звука [b] может означать звук [β].

### Англосаксонские руны
В англосаксонском футарке называется Beorc (др.-англ. «берёза»).

### Младшие руны
В младшем футарке в зависимости от диалекта древнескандинавского языка может называться «Björk», «Bjarkan», «Bjarken», что значит «берёза». Означает звуки [b] и [p]. Также кроме основного варианта написания (ᛒ) имеет сокращённый вариант ᛓ.

### Пунктированные руны
Кроме обычной Берканы, в пунктированном футарке есть две её видоизменённых версий для записи звука [p]: ᛔ (беркана с точками) и ᛕ.

## Упоминания в рунических поэмах[1]
| Поэма            | Оригинал | Перевод |
| ---------------- | --- | --- |
| Англосаксонская  | Beorc biþ bléda léas, · bereþ efne swá þéah tánas bútan túdor · biþ on telgum wlitig, héah on helme · hyrsted fægere, gehlóden léafum, · lyfte getenge. | Береза лишена цветов (плодов), но рождает даже так побеги бесплодные, ветвями красива, высока кроной, украшенной дивно, нагруженной листьями, к небу близкой. |
| Старонорвежская  | Bjarkan er lavgrønstr líma; Loki bar flærðar tíma. | Берёза — покрыта зелеными листьями; Локи принес удачу в обмане.                                                                                               |
| Древнеисландская | Bjarkan er laufgat lim ok lítit tré ok ungsamligr viðr.                                                                                                 | Берёза — ветвь, покрытая листвой, и маленькое деревце и молодая поросль.                                                                                      |

## Происхождение руны
Происходит, как и латинская буква B, от этрусской-древнеиталийской буквы 𐌁.